# بورگوساتولو
بورگوساتولو (به ایتالیایی: Borgosatollo) یک کومونه در ایتالیا است که در استان برشا واقع شده‌است.

## خصوصیات
بورگوساتولو ۸ کیلومترمربع مساحت و ۹٬۲۸۹ نفر جمعیت دارد و ۱۱۲ متر بالاتر از سطح دریا واقع شده‌است.